# Wakeboard
Il wakeboard è uno sport acquatico che nasce dalla fusione tra lo sci nautico e lo snowboard.

## Descrizione
Sport di recente diffusione, viene praticato soprattutto nei laghi, ma può essere praticato anche in mare sebbene il moto ondoso disturbi la pratica. Il praticante viene trainato sull’acqua per mezzo di una corda e di un bilancino permettendogli di eseguire curve, salti e manovre di ogni genere. Durante la pratica è obbligatorio l’utilizzo di un giubbotto di salvataggio che permetta di galleggiare.
Praticato inizialmente negli Stati Uniti a partire dagli anni '90, ha visto una larga diffusione, nel giro di pochi anni, in tutto il mondo, con densa presenza televisiva e parte integrante dei famosi X Games, organizzati dall'emittente televisiva americana ESPN. Questa disciplina sta riscuotendo un grande successo anche per numero di praticanti, prendendosi il grande merito di trascinare con sé anche la popolarità di altre discipline come le classiche o i piedi nudi.
Si utilizzano tavole generalmente sottili e di forma rettangolare con gli spigoli smussati e un profilo convesso. Sulla faccia superiore presentano attacchi simili agli scarponi da snowboard con i quali l’atleta (rider) rimane attaccato alla tavola. Le tavole possono avere fondo liscio, possono presentare linee d’acqua e/o essere dotate di pinnette per una tenuta migliore. Variano tra loro per forma, misura, e flessibilità.
Una variante del wakeboard è il wakeskate: la tavola non presenta attacchi ma solamente un grip antiscivolo sul quale il praticante è appoggiato. Le manovre che si eseguono sono molto più simili allo skateboard.
Una novità degli ultimi anni è la possibilità di far praticare il wakeboard anche a persone con disabilità nell’uso delle gambe per mezzo di una particolare attrezzatura detta sitwake. Il sitwake è una particolare tavola dotata di un telaio montato al posto degli attacchi. Sul telaio è agganciato guscio all’interno del quale può sedere l’atleta. Grazie a spostamenti del busto l’atleta può direzionare la tavola con il proprio peso ed eseguire curve, salti e rotazioni.
L’impostazione del wakeboard si può dividere in due diverse andature:
- Regular: il piede sinistro, durante l’andatura, si trova davanti, vicino al nose (punta della tavola), mentre il piede destro si trova dietro, vicino al tail (coda della tavola)
- Goofy: il piede destro, durante l’andatura, si trova davanti, vicino al nose, mentre il piede sinistro si trova dietro, vicino al tail

Solitamente un atleta ha una preferenza per quanto riguarda l’andatura, che può essere o regular o goofy. Di conseguenza si introduce il termine switch nel momento in cui il rider procede con un’andatura opposta rispetto a quella propria preferita. Un atleta regular “in switch” procede con andatura goofy. Per gli atleti in sitwake si parlerà di switch nel momento in cui procederanno all’indietro tenendo il bilancino dietro la schiena.

## Wakeboard barca

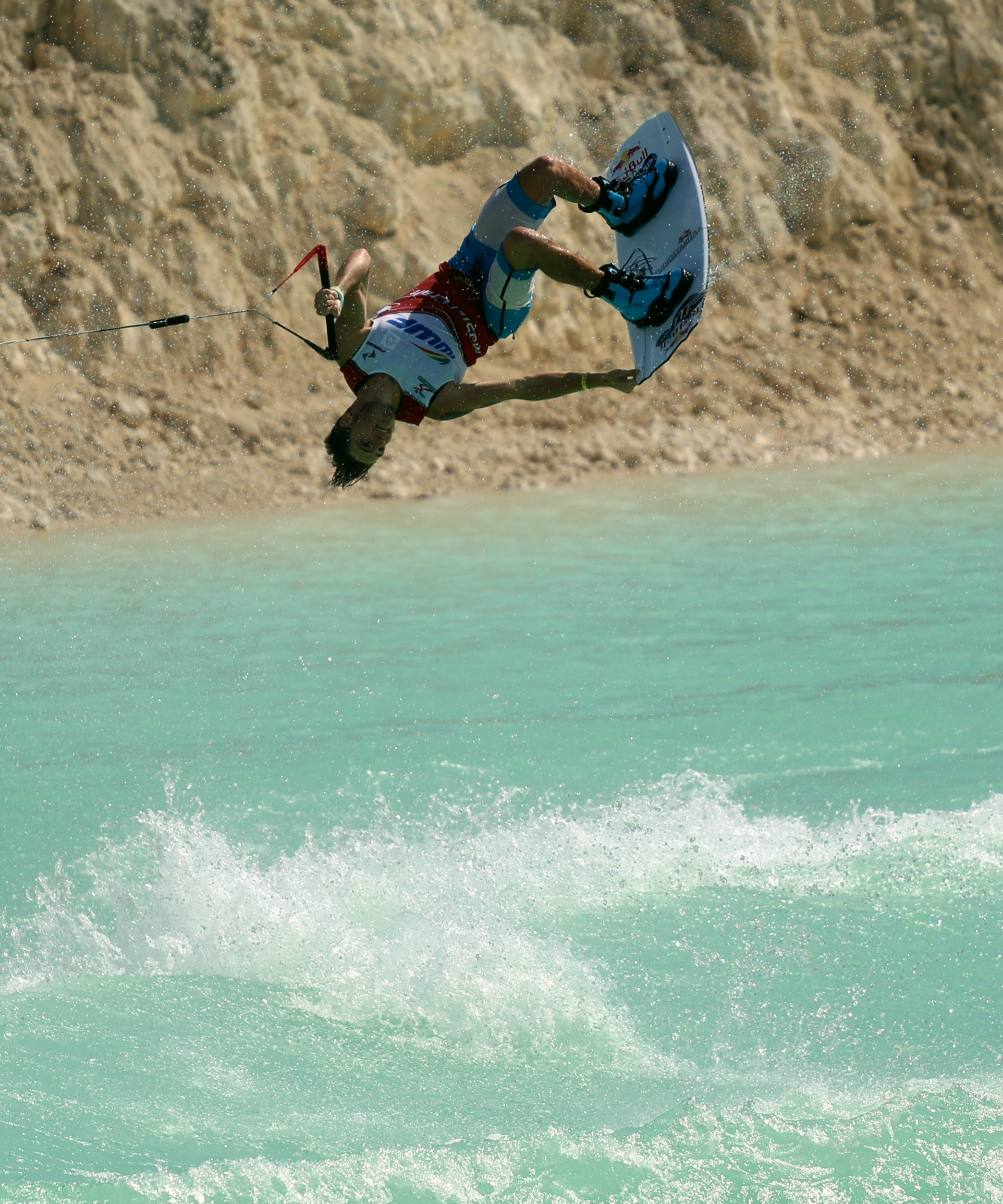
Massimiliano Piffaretti in azione durante i Mondiali in Messico, 2015

Il wakeboard può essere praticato venendo trainati da una imbarcazione specifica ad una velocità di 32-36 km/h. La barca deve essere provvista di tower, una particolare struttura in tubolari metallici che permette di innalzare il punto di ancoraggio della corda a circa 2 metri di altezza dal livello dell’acqua. Questo facilita la partenza dell’atleta dall’acqua e l’esecuzione delle manovre (tricks).
Le manovre possono essere di varie tipologie e, nella maggior parte dei casi, sfruttano le due onde create dall’imbarcazione per eseguire salti. L’atleta utilizza la prima onda come rampa, esegue una figura durante la fase aerea e atterra sulla seconda onda. I tricks si possono dividere in 3 grandi categorie:
- Surface tricks: manovre eseguite facendo sempre scivolare la tavola sull’acqua
- Ollie tricks: manovre eseguite partendo da un movimento di base (ollie) tipico dello skateboard e dello snowboard
- Wake to wake tricks: manovre eseguite saltando da un’onda all’altra, durante la fase aerea possono essere realizzati salti mortali (inverts), rotazioni (spins) e grabs.

Durante una competizione, una giuria preposta, valuta la difficoltà, l’esecuzione e lo stile dei tricks. Ogni atleta ha due passaggi durante i quali può eseguire un numero variabile di figure a seconda della competizione. In caso di caduta il rider verrà ripescato e la sua gara continuerà da dove si era interrotta. I giudici non conteggeranno la figura fallita che penalizzerà inoltre il punteggio complessivo della prova.

## Cable wakeboard
Il cable wakeboard differisce dal wakeboard barca per quanto riguarda il mezzo di traino dell’atleta. In questo caso viene utilizzato un impianto molto simile ad uno skilift per trainare più praticanti contemporaneamente lungo un percorso ad anello. L’impianto è dotato di tralicci di 10-12 metri di altezza con ai loro estremi pulegge che sorreggono un cavo principale trainante.
Esistono 2 tipologie di impianti cable
- 1 on 1
- Full Size

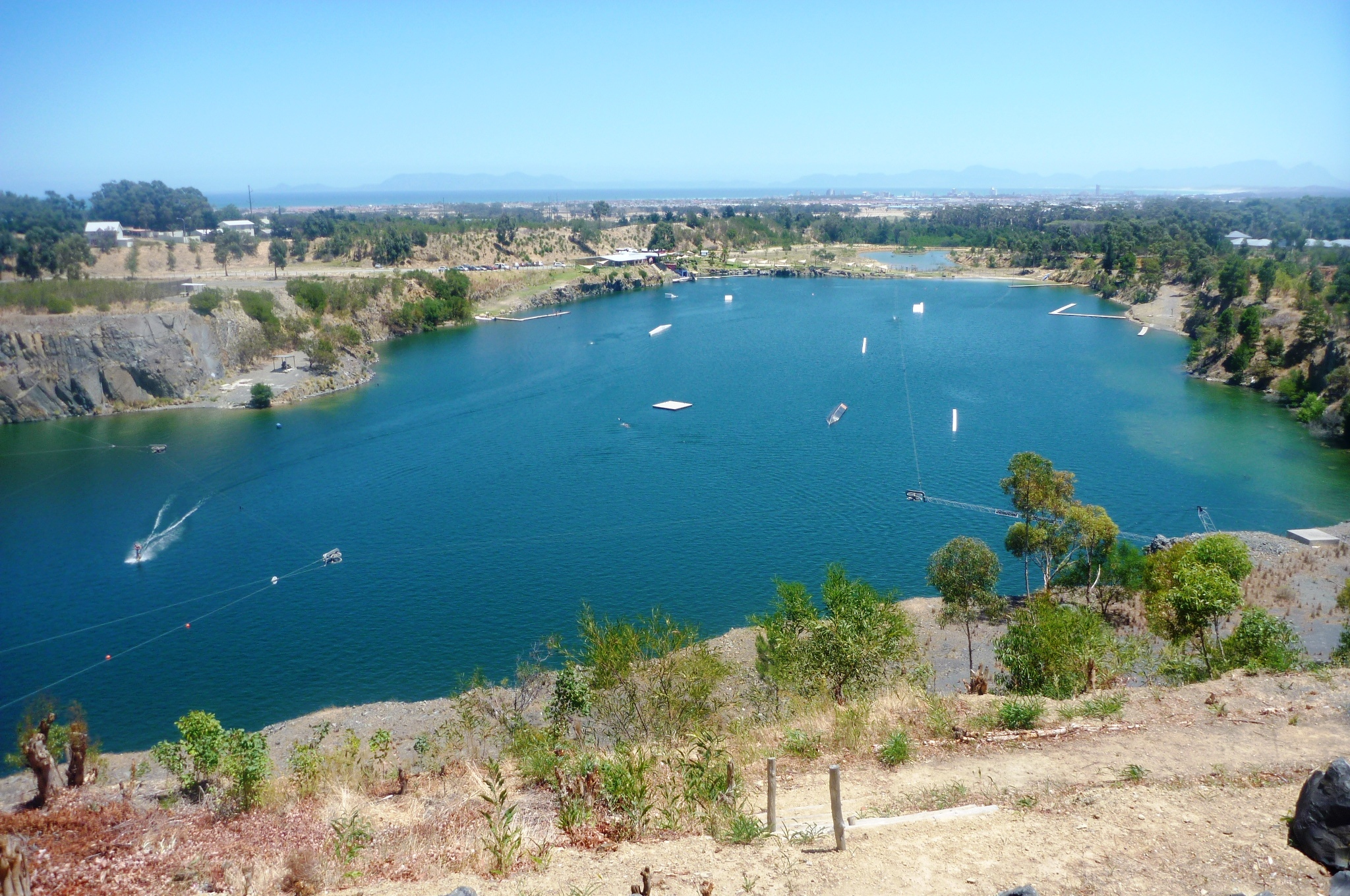
Un impianto di cable wakeboard

La differenza sostanziale è che, sul 1 on 1 c'è un solo bilancino, che va avanti ed indietro su un percorso in linea retta, di conseguenza è possibile trainare un solo rider per volta. Questa soluzione è l'ideale per chi voglia imparare, in quanto in caso di caduta, l'impianto si ferma, e l'operatore manda il bilancino a riprendere il rider in acqua per farlo ripartire immediatamente senza perdite di tempo.

Il Full Size Invece è composto da più tralicci che compongono una forma circolare, su questo cavo, mosso da un motore elettrico alla velocità di 30-32 km/h, sono posti ad intervalli regolari specifici ganci (carriers) ai quali sono attaccati di volta in volta corde e bilancini. A differenza degli impianti da sci, i praticanti possono compiere più giri una volta partiti; nel caso di caduta mollano il bilancino, nuotano fino alla sponda più vicina e ritornano al punto di partenza. Un operatore preposto alla guida dell’impianto è addetto all’aggancio e allo sgancio delle corde, facendo sì che i praticanti possano partire sostituendosi a coloro che sono caduti.

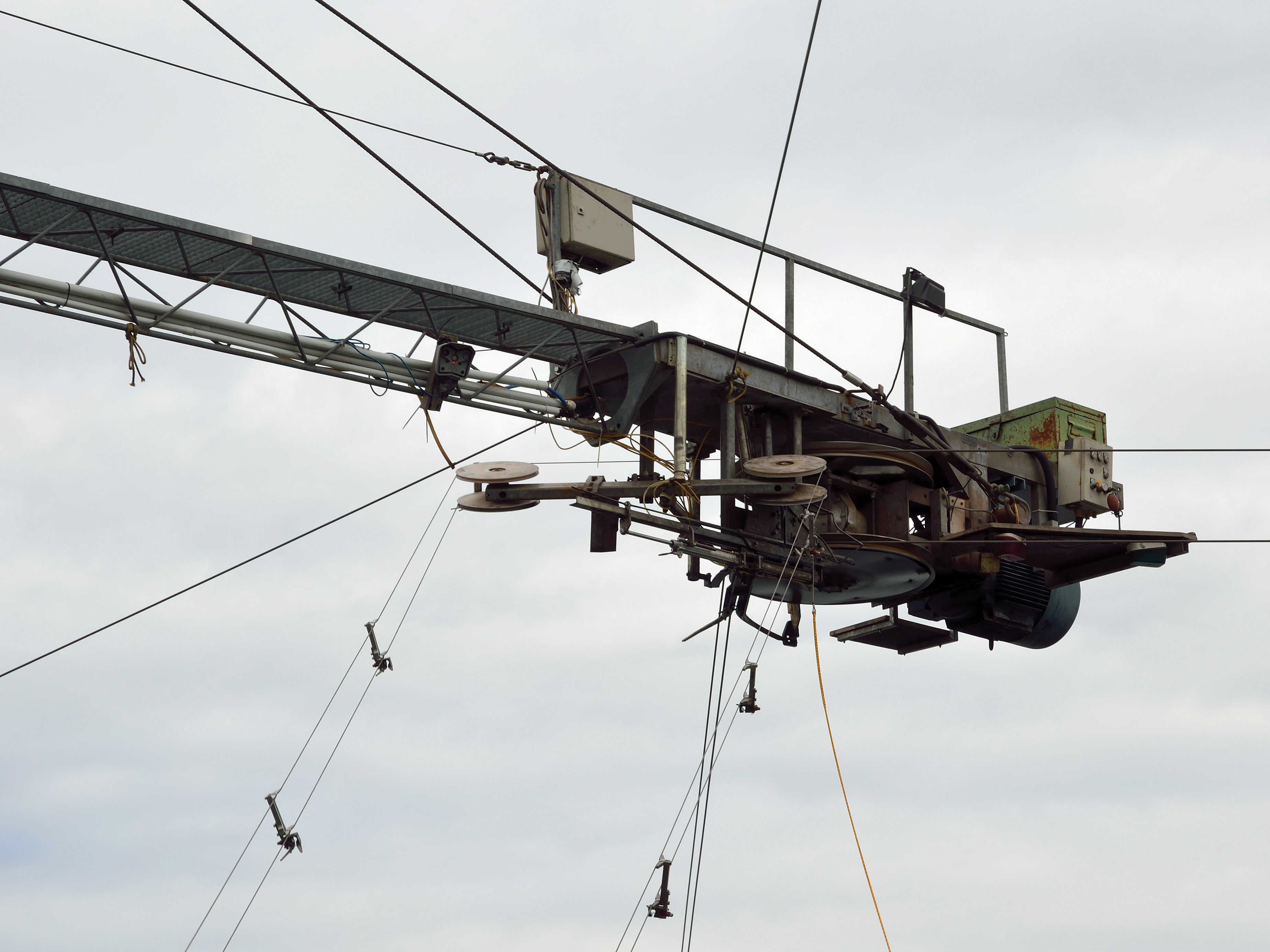
Motore elettrico di un impianto di cable wakeboard

Non essendovi le onde create dalla barca, per eseguire le manovre, lungo il percorso sono disposte strutture galleggianti di vario genere (rampe, rails, tubi) assimilabili a quelle presenti in uno snowpark. Inoltre l’atleta può eseguire manovre sfruttando il potere trainante dell’impianto senza l’utilizzo di rampe. Le manovre principali si possono dividere quindi in due tipologie:
- Features tricks: manovre eseguite scivolando sulle strutture galleggianti, eseguendo rotazioni in entrata, in uscita o sopra le strutture.
- Airtricks: manovre realizzabili solo in cable grazie all’altezza del punto di tiro. Il rider crea opposizione al tiro dell’impianto, questo si traduce in un aumento di velocità che fa sì che con un particolare movimento della tavola (stacco) l’atleta venga tirato verso l’alto dalla corda compiendo un salto di alcuni metri di altezza. Durante la fase aerea possono essere realizzati salti mortali (inverts), rotazioni (spins) e grabs.

Durante le competizioni ogni atleta compie un giro dell’impianto durante il quale deve eseguire un pari numero di airtricks e di tricks sulle rampe. Ogni atleta ha a disposizione due giri dell’impianto (run) di cui verrà conteggiato solo il migliore. In caso di caduta la run dell’atleta terminerà e verranno conteggiate le figure eseguite correttamente solo fino a quel punto. La giuria valuterà la difficoltà tecnica delle manovre, l’esecuzione e lo stile. Inoltre vengono valutate anche la varietà delle manovre e la capacità dell’atleta di compiere rotazioni in entrambi i sensi (orario e antiorario).
Per poter salire sulle strutture galleggianti è obbligatorio l’uso del casco nonché del giubbotto di salvataggio.

## I migliori risultati italiani

### Cable Wakeboard
I primi italiani ad aver formato la Nazionale e ad aver partecipato ad un mondiale di cable wakeboar Nelle Filippine con la Federazione Italiana sono stati nel 2012 Manuela Cicalini (Pescara) e Federico Farina (Milano), senza aver conquistato titoli.

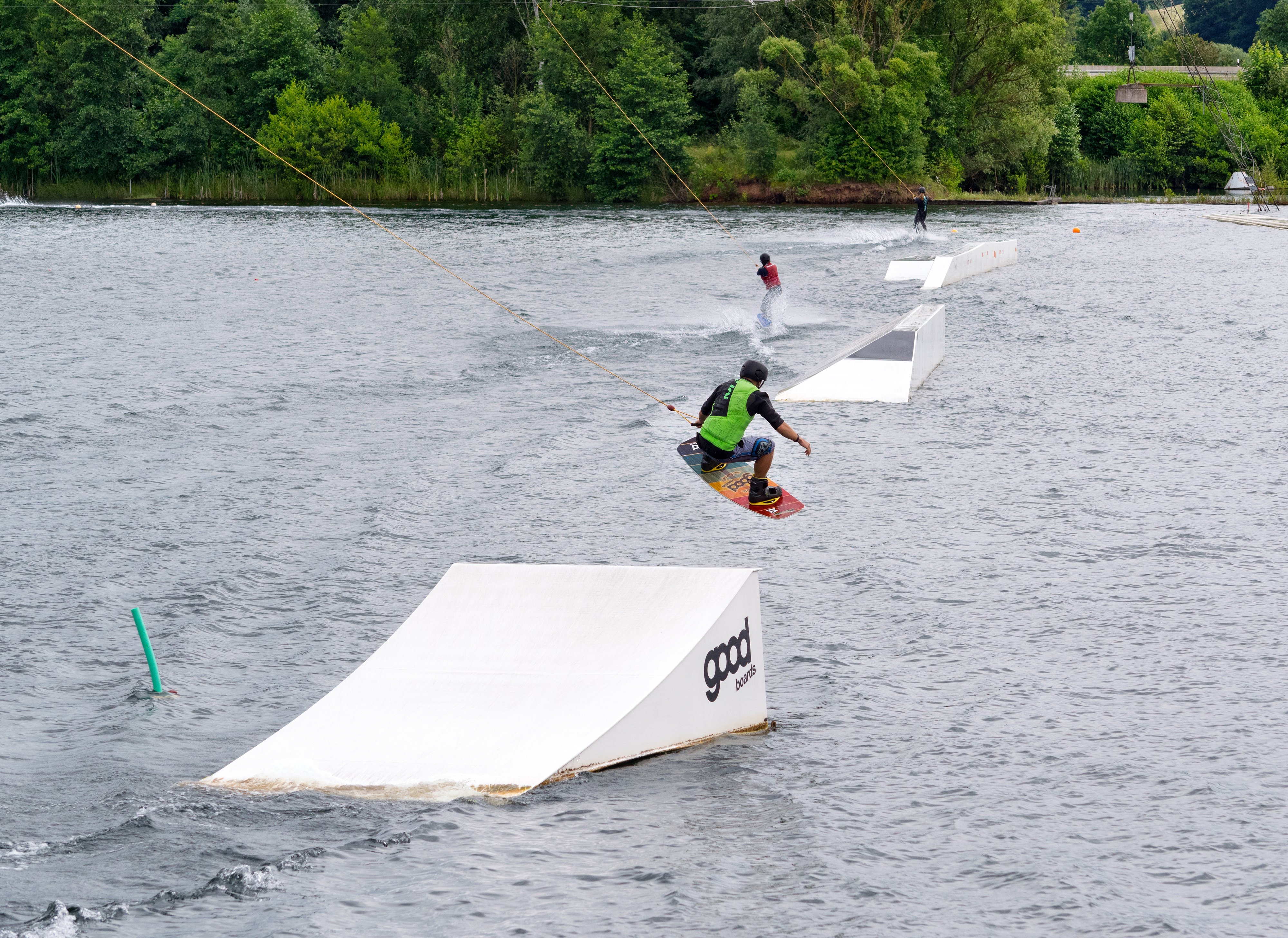
Strutture galleggianti da cable wakeboard

Nel settembre 2015, presso l'impianto Starwake Cablepark di Ravenna, si sono disputati i Campionati Europei (Europa, Africa e Middle East) di cable wakeboard : la squadra italiana, ha conquistato la medaglia di bronzo nella classifica per nazioni. I migliori piazzamenti della nazionale italiana sono stati:
- Claudia Pagnini, argento nella categoria "WB Girls"
- Flavio Pederzani, argento nella categoria "WB Master Men"
- Piero Pierani, bronzo nella categoria "WB Veterans Men"
- Elisa Costanzo, bronzo categoria "WB Master Ladies".

Per la prima volta nella storia di questo sport, gli atleti paralimpici hanno partecipato alla competizione con il titolo europeo in palio, ed il romagnolo Emanuele Pagnini ha conquistato la medaglia d'argento.

Nel novembre 2016, presso l’impianto Morelos Acuaski Action Park in Messico si sono tenuti i Campionati Mondiali di cable wakeboard, dove molti atleti italiani hanno ottenuto risultati . La squadra italiana, ha conquistato la medaglia d’argento nella classifica per nazioni. I migliori piazzamenti della nazionale italiana sono stati:

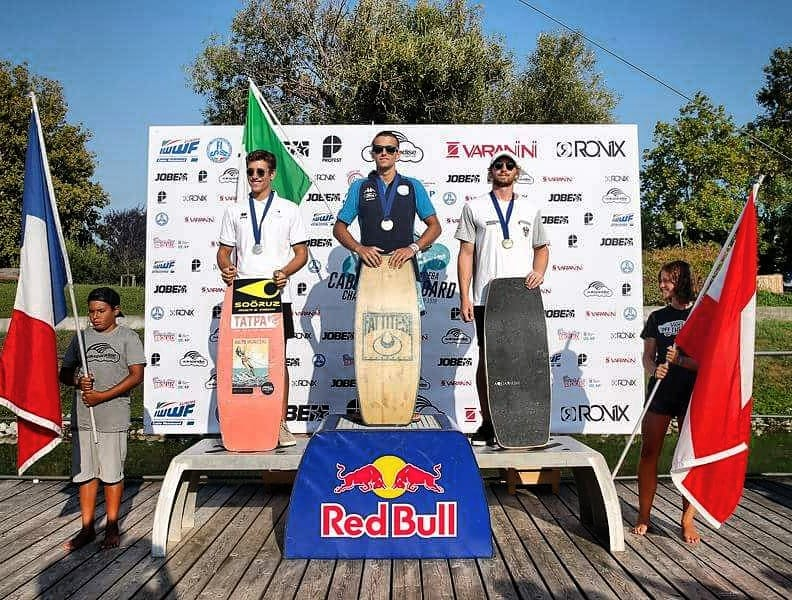
Maurizio Marassi è il primo italiano nella storia a vincere un oro nella categoria Open Men Wakeskate ad un campionato europeo.

- Emanuele Pagnini, oro nella categoria "Seated Open Men"
- Maurizio Marassi, argento nella categoria "WS Open Men" e "WS Junior Men"
- Elisa Costanzo, bronzo nella categoria “WS Open Woman”
- Rolando Fociani, argento nella categoria "WB Veterans Men"
- Piero Pierani, bronzo nella categoria "WB Veterans Men"
- Claudia Pagnini, quarto posto nella categoria "WB Girls"

Ad Agosto 2018, presso l'impianto Wakeparadise Milano, si sono disputati i Campionati Europei (Europa, Africa e Middle East) di cable wakeboard: la nazionale italiana ha ottenuto il proprio miglior risultato di sempre, con la vittoria dell'oro a squadre nella competizione Open.
I migliori piazzamenti individuali che hanno portato a questo risultato sono:
- Emanuele Pagnini, oro nella categoria "Seated Open Men"
- Maurizio Marassi, oro nella categoria "WS Open Men"
- Riccardo De Tollis, oro nella categoria "WB Junior Men"
- Claudia Pagnini, oro nella categoria "WB Junior Ladies"
- Piero Pierani, oro nella categoria "WB Veterans Men"
- Riccardo De Tollis, bronzo nella categoria "WB Open Men"